# طرح الصبار (فلم)
فلم قصير من إنتاج قطاع قنوات النيل المتخصصة عام 2006، سيناريو وحوار سعد القليعي، موسيقى وائل عوض، تصوير محمد الصعيدى، مونتاج محمد فؤاد وإخراج سامح الشوادى
تدور أحداث الفيلم إلى الظروف التي تؤدي إلى صنع الإرهابي وكيف يتحول شاب مسالم متدين إلى إرهابي متطرف رغماً عنه بسبب الظروف الاقتصادية وفي بعض الأحيان إرهاب السلطة وعدم مساعدة الشباب ولكن رغم ذلك يواجه الشاب الإرهاب ويرفض عدم الانصياع للإرهابيين وعدم الخضوع لهم .
الفيلم بطولة جيهان راتب، بثينة رشوان، أحمد مراد، وعلي حسنين.